# Fresnedoso
Fresnedoso – gmina w Hiszpanii, w prowincji Salamanka, w Kastylii i León, o powierzchni 8,18 km². W 2019 roku gmina liczyła 106 mieszkańców.